# خوسيه أنطونيو كابريرا
خوسيه أنطونيو كابريرا (بالإسبانية: José Antonio Cabrera)‏ هو محامي أرجنتيني، ولد في 28 نوفمبر 1768 في قرطبة في الأرجنتين، وتوفي بنفس المكان في 15 أبريل 1820.